# Jan Prinz
Jan Prinz (1. ledna 1870 Hlubové Mašůvky – 31. prosince 1940 Hluboké Mašůvky)[zdroj?] byl český a československý politik a senátor Národního shromáždění ČSR za Republikánskou stranu zemědělského a malorolnického lidu.

## Biografie
V parlamentních volbách v roce 1925 získal senátorské křeslo v Národním shromáždění. Jeho mandát byl ale roku 1926 rozhodnutím volebního soudu zrušen. Místo něj pak do senátu nastoupil Ludwig Korinek.
Profesí byl mlynářem a rolníkem v Hlubokých Mašůvkách. V této obci se k roku 1918 uvádí jako starosta.
V zemských volbách v roce 1928 kandidoval za agrárníky do zastupitelstva Země Moravskoslezské.